# Ispravljač
Ispravljač je elektronički sklop koji služi za pretvaranje izmjenične struje (napona) u istosmjernu. Najčešće se u ispravljačima koriste poluvodičke diode kao glavni elektronički elementi kojima se vrši ispravljanje. Osim dioda, koriste se i tiristori. Pod ispravljanjem izmjenične struje (napona) u istosmjernu često se podrazumjeva i glađenje (filtraciju, smanjivanje valovitosti) izlaznog napona, te stabiliziranje napona. Često se u sklopu ispravljača nalazi i transformator koji smanjuje napon na pogodnu vrijednost (npr. mrežnih 220V na 15V).

## Poluvalni ispravljač
Poluvalni ispravljač je sklop koji se služi za propuštanje samo jedne poluperiode izmjeničnog napona. Tipičan predstavnik poluvalnih ispravljača je samo jedna dioda spojena serijski s trošilom. Budući da propušta samo jednu poluperiodu ulaznog izmjeničnog napona, učinkovitost ovakvog sklopa je manje od 50%.

## Punovalni ispravljač
Punovalni ispravljač može biti realiziran s dvije diode i transformatorom s dva sekundarna namotaja. Prilikom pozitivne poluperiode, na gornjem namotu je također pozitivna poluperioda, pa vodi dioda D1, dok u drugom slučaju, kada je negativna poluperioda, vodit će dioda D2. Tako se osigurava punovalno ispravljanje izmjeničnog napona.  

## Punovalni ispravljač u Graetzovom spoju
Ako mrežni transformator nema dva sekundarna namotaja, odnosno srednji izvod na sekundarnom namotaju, tada se redovito koriste četiri ispravljačke diode u Graetzovom spoju, gdje uvijek vode dvije diode. Poluvodičke diode, odn. Graetzov ispravljač u spoju ispravljača mora imati odgovarajuće karakteristike kako u pogledu probojnog napona, tako i u pogledu maksimalne opteretivosti.

## Glađenje (filtracija) izlaznog napona
Filtracija izlaznog napona se izvodi s raznim spojevima kondenzatora i zavojnica. Najjednostavnija filtracija je provedena s jednim kondenzatorom paralelno spojenim na izlaz ispravljača, dok se za bolje karakteristike ispravljača mogu koristiti npr. L, pi, ili T LC spojevi. Osnovne karakteristike ovakvih spojeva jest da su oni niskopropusni filtri, tako da se kondenzatori uvijek spajaju paralelno, a zavojnice serijski.
Prilikom ispravljanja i filtriranja napona, nije moguće u potpunosti potisnuti komponente izmjeničnog napona, tj. nije moguće dobiti idealni istosmjerni napon, već on ima neku valovitost. Valovitost je osciliranje vrijednosti napona oko srednje vrijednosti i definira se kao omjer vrijednosti između dva vrha i srednjeg napona. Valovitost ovisi o tipu ispravljača (bolja je, naravno, za punovalne), upotrebljenom filtru, te opterećenju ispravljača.
Valovitost za ispravljač s kondenzatorom C za glađenje i opterećen s otporom R:
{\displaystyle \gamma \ ={\frac {1}{2{\sqrt {3}}nfRC}}}
Gdje su:
f - frekvencija izmjeničnog napona
n = 1 za poluvalni, 2 za punovalni ispravljač

## Primjene
Klasične primjene ispravljača su za ispravljanje izmjeničnog mrežnog napona za elektroničke uređaje koji za svoj rad zahtijevaju istosmjerni napon. Ispravljač obično predstavlja drugi stupanj u realizaciji klasičnih istosmjernih napajanja - iza transformatora, a prije stabilizatora. Ispravljači se nalaze i kao samostalni uređaj, poznat pod nazivom adapter (AC/DC pretvarač).

## Vanjske poveznice
Primjeri ispravljača i istosmjernih napajanja